# Kiss Ignác
Kiss Ignác (Sopron, 1900. október 7. – Veszprém, 1969. május 13.) magyar kohómérnök, matematikus, tudománytörténész, egyetemi tanár.

## Élete
Alkalmazotti családban született; apja vasutas volt. Felsőfokú tanulmányait a Bányászati és Erdészeti Főiskola kohómérnöki szakán folytatta, ahol 1924-ben szerzett oklevelet. Az 1926–27-es tanévben, majd az 1928-as és 1929-es évek nyári féléveiben is Berlinben folytatott alkalmazott matematikai tanulmányokat, mások mellett Albert Einstein és Max Planck tanítványaként.
1927-től a főiskolájának matematikai tanszékén kapott tanársegédi állást, 1933-tól ugyanott adjunktus, 1949-től pedig egyetemi docens lett. 1954-ben tanszékvezetői megbízatást kapott, 1962-ben pedig egyetemi tanárrá nevezték ki. Matematikai szakterülete mellett sokat foglalkozott a felsőfokú oktatási intézmények tudománytörténeti vonatkozásaival is.
Szakreferense volt a Zentralblatt für Matematik und ihre Grenzgebiete című szakfolyóiratnak. Jelentős munkát végzett a matematikai statisztika irodalmának összegyűjtésével, feldolgozásával és az oktatási anyag korszerűsítésével. Szakmai munkájának külön elismerésre méltó eredménye volt egy korszerű alkalmazott matematikai szakkönyvtár megteremtése az erdészeti oktatáshoz. Kutatásainak szintézisét Emlékbeszéd a Matematikai Tanszék megalapításának 200. évfordulóján című munkájában foglalta össze.